# Salchicha (militar)
En el ámbito militar, se llama salchicha a un cilindro de pólvora que se empleaba para dar fuego a las minas. 
La salchicha se ponía dentro de un pedazo de tela común o encerada, redonda y cosida adoptando la figura de una verdadera salchicha. Tenía el diámetro de una pulgada y media (4,2 cm.) siendo su longitud la necesaria según las distancias de las comunicaciones debía comprender, desde donde se daba fuego a la mina hasta comunicarlo a los hornillos. 
La salchicha seguía empotrada por todos los retornos de los ramales hasta el hornillo cuyo conducto se cavaba con cuidado pues al empezar a arder serpenteaba y podía separarse del hornillo sin encenderlo. Iba envuelta en filástica u otra materia que la conservara seca y metida en un cajón o canalón de madera de su longitud y de cuatro pulgadas (10 cm.) de ancho y alto. Se clavaban en él unas orejitas de lienzo que se le cosían de trecho en trecho para que al serpentear no se cortara ni se separara. 